# 加尔尼耶堡
加尔尼耶堡（法語：Château-Garnier，法語發音：[ʃato ɡaʁnje]）是法国新阿基坦大区维埃纳省的一个市镇，属于蒙莫里永区。

## 地理
加尔尼耶堡（46°15'32"N, 0°25'33"E）面积35.89 平方千米，位于法国新阿基坦大区维埃纳省，该省份为法国中西部省份，北起曼恩-卢瓦尔省和安德尔-卢瓦尔省，西接德塞夫勒省，南至夏朗德省，东南接上维埃纳省，东临安德尔省。
与加尔尼耶堡接壤的市镇（或旧市镇、城区）包括：拉沙佩勒巴通、拉费里耶尔-艾鲁、茹塞、派鲁、圣罗曼、圣瑟孔丹、索米耶尔迪克兰、于松迪普瓦图。

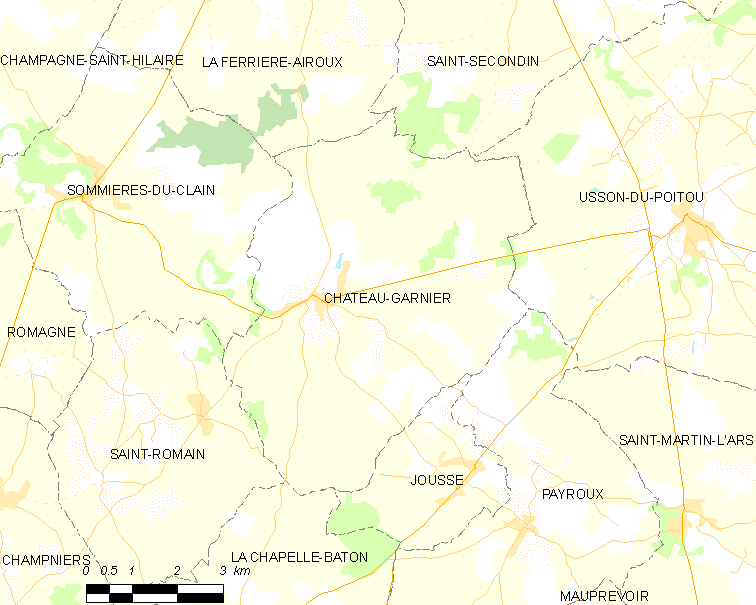
加尔尼耶堡的OSM定位图

加尔尼耶堡的时区为UTC+01:00、UTC+02:00（夏令时）。

## 行政
加尔尼耶堡的邮政编码为86350，INSEE市镇编码为86064。

## 政治
加尔尼耶堡所属的省级选区为锡夫赖县。

## 人口

1962-2008年间加尔尼耶堡人口变化图示

加尔尼耶堡于2022年1月1日时的人口数量为601人。